# 中泊町立中里小学校
中泊町立中里小学校（なかどまりちょうりつ なかさとしょうがっこう）は、青森県北津軽郡中泊町中里にある公立小学校。

## 概要
旧中里町の一部を学区とする。主な進学先は、学区内の中泊町立中里中学校である。

## 沿革
- 1852年（嘉永5年） - 津軽藩士工藤他山は、寺子屋を開く。
- 1869年（明治2年） - 深郷田の松田氏宅に教育所あり、後に教育所が小野蔵五郎宅に移って、「深郷田小学」と称す。
- 1874年（明治7年） - 中里小学校設立認可される。
- 1875年（明治8年）9月4日 - 大字中里の加藤八蔵宅を借り、「中里小学」として開校。
- 1885年（明治18年）
  - 9月4日 - 前校地に新校舎落成。
  - 9月7日 - 中里・深郷田両校舎合併。
- 1887年（明治20年）5月26日 - 中里簡易小学校から、中里尋常小学校に改称。
- 1898年（明治31年）9月1日 - 校舎修繕の為、3日まで休校。
- 1899年（明治32年）2月3日 - 大沢内区有郷蔵を大沢内分教場に充てる。
- 1907年（明治40年）11月15日 - 新校舎南側増築落成。
- 1912年（大正元年）
  - 12月20日 - 新築落成。
  - 12月21日 - 大沢内分教場校舎増築。
- 1913年（大正2年）
  - 3月29日 - 高等科を併置し、中里尋常高等小学校に改称。
  - 6月5日 - 10時から高等科開校式挙行。
- 1916年（大正5年） - 校旗制定。制定式挙行。
- 1918年（大正7年）
  - 1月21日 - 北側校舎増築。
  - 5月29日 - 北側校舎新築落成式挙行。
- 1921年（大正10年）11月11日 - 新校舎増築着手。
- 1925年（大正14年）5月29日 - 創立50周年記念式典挙行。
- 1928年（昭和3年）1月1日 - 本校制定の校歌歌初式挙行。
- 1929年（昭和4年）4月30日 - 校歌制定。
- 1935年（昭和10年）9月4日 - 創立60周年記念式典挙行。
- 1941年（昭和16年）
  - 4月1日 - 国民学校令により、中里国民学校に改称。
  - 12月27日 - 校舎増築。
- 1947年（昭和22年）4月1日 - 学校教育法（旧法）施行により、中里町立中里小学校に改称。
- 1948年（昭和23年）4月1日 - 大沢内分教場が、独立して大沢内小学校になる。
- 1950年（昭和25年）2月3日 - 開校75周年記念式典挙行。
- 1955年（昭和30年）9月4日 - 創立80周年記念式典挙行。グランドピアノが寄贈される。
- 1957年（昭和32年）
  - 6月12日 - 中里大字亀山777番26号[1]に、校舎移転。
  - 7月1日 - 校舎大祓。
- 1958年（昭和33年）
  - 2月3日 - 東側校舎完成、教室移転。
  - 10月20日 - 校歌制定。
- 1959年（昭和34年）
  - 5月31日 - 南校舎と講堂が落成し、全て竣工。
  - 11月24日 - 校舎落成記念式典挙行。
- 1961年（昭和36年）4月1日 - 特殊学級（あすなろ）設置。
- 1965年（昭和40年）9月4日 - 創立90周年記念式典挙行。
- 1966年（昭和41年） - 暖房を石炭ストーブに替える。
- 1968年（昭和43年）5月1日 - 学校給食センター落成により、学校給食開始。
- 1970年（昭和45年）7月31日 - プール完成。
- 1974年（昭和49年）1月12日 - 百周年記念事業協賛会設立。
- 1975年（昭和50年）
  - 8月30日 - 百周年祝賀パレード開催。
  - 9月4日 - 創立百周年記念式典挙行。記念大運動会開催。
- 1976年（昭和51年） - 石油ストーブを特別教室4ヶ所に設置。
- 1978年（昭和53年）5月28日 - 校庭に鉄棒設置。
- 1985年（昭和60年）6月2日 - 創立百十周年記念記念大運動会開催。
- 1986年（昭和61年）10月16日 - 校内壁補修。
- 1987年（昭和62年）7月11日 - 校舎北側に土俵造成。
- 1989年（平成元年）
  - 7月28日 - プールフェンス大改修。
  - 11月15日 - 石炭ストーブから、石油ストーブに切り替える。
- 1990年（平成2年）1月15日 - 講堂の天井、側面(上部)張り替え。
- 1995年（平成7年）
  - 5月24日 - 創立百二十周年記念航空写真撮影を行う。
  - 6月4日 - 創立百二十周年記念大運動会開催。
  - 8月25日 - 中里統合小学校建設安全祈願祭行う。
- 1997年（平成9年）
  - 3月18日 - 閉校記念式典及び偲ぶ会開催。
  - 3月29日 - 校舎移転作業実施。
  - 4月1日 - 旧中里小学校、長泥小学校、若宮小学校、武田小学校協和分校を統合。新たに中里小学校を発足[2]。
- 2002年（平成14年）4月1日 - 尾別小学校、大沢内小学校を統合する。
- 2005年（平成17年）3月28日 - 町村合併により、中泊町立中里小学校に改称。

## 学区
宮川、宮野沢、高根（通称上高根）、深郷田、大沢内、中里、長泥、田茂木（通称竹田及び下長泥）、八幡、尾別。

## 在籍者数
2022年（令和4年）5月1日時点
| 学年 | 1年 | 2年 | 3年 | 4年 | 5年 | 6年 | 特別支援   | 合計 |
| ---- | --- | --- | --- | --- | --- | --- | ---------- | ---- |
| 学級 | 1   | 1   | 1   | 1   | 1   | 1   | 2          | 8    |
| 児童 | 31  | 14  | 22  | 23  | 22  | 27  | 2 （内数） | 139  |

## アクセス
- 津軽鉄道津軽中里駅から、徒歩約440m・約8分。
- 弘南バス五所川原 - 小泊線 （金木・中里経由）津軽中里駅前バス停から、徒歩約440m・約8分。
- 中泊町役場から、約1.4km・車で約2分、徒歩約22分。

## 著名な卒業生
- 井沼清七 - 1928年の第9回アムステルダムオリンピックに出場し、青森県民初のオリンピアンとなった[5]。

## 周辺
- 津軽鉄道津軽鉄道線
  - 津軽中里駅[3]
- 井沼洋クリニック

## 参考資料
- 『中里小学校閉校記念 あゝ小高き丘の上』（中里小学校閉校記念誌発行委員会・1997年3月18日発行）9頁～26頁「第二部 中里小学校百二十一年の歩み」の「沿革図」に記載の年表。
- 『中里町史 全』（中里町役場・1965年1月31日発行）483頁～484頁「第十三章 教育・第一節 学校教育・2 各学校の沿革及び現在の状況 ▽小学 一、中里小学校 (イ)沿革の大要」に記載の年表。